# Supercoupe d'Italie de football de quatrième division
La Supercoupe d'Italie de football D4 est une compétition de football italien créée en 2006. Se déroulant sur le principe d'un championnat à trois avec rencontre unique entre chacun des clubs, elle oppose les champions sortants des groupes A, B et C de la Ligue Pro Deuxième Division.
Le nom actuel de la compétition est Supercoppa di Lega di Seconda Divisione. De 2006 à 2008, il s'agit de Supercoppa di Lega di Serie C2.

## Palmarès
| Édition | Vainqueur       |
| 2006    | SS Cavese       |
| 2007    | Sorrento Calcio |
| 2008    | AC Reggiana     |
| 2009    | ASC Figline     |
| 2010    | AS Lucchese     |
| 2011    | Tritium Calcio  |

## Éditions
2006
| Rang | Équipe           | Pts | J | G | N | P | Bp | Bc | Diff |  | Résultats (▼ dom., ► ext.) | SSC | GAL | VEN |
| ---- | ---------------- | --- | - | - | - | - | -- | -- | ---- |  | -------------------------- | --- | --- | --- |
| 1    | SS Cavese        | 4   | 2 | 1 | 1 | 0 | 3  | 2  | +1   |  | SSC                        |     | 1-1 |     |
| 2    | Gallipoli Calcio | 2   | 2 | 0 | 2 | 0 | 1  | 1  | 0    |  | GAL                        |     |     | 0-0 |
| 3    | Venezia          | 1   | 2 | 0 | 1 | 1 | 1  | 2  | -1   |  | VEN                        | 1-2 |     |     |

2007
| Rang | Équipe          | Pts | J | G | N | P | Bp | Bc | Diff |  | Résultats (▼ dom., ► ext.) | SOR | LEG | FOL |
| ---- | --------------- | --- | - | - | - | - | -- | -- | ---- |  | -------------------------- | --- | --- | --- |
| 1    | Sorrento Calcio | 4   | 2 | 1 | 1 | 0 | 1  | 0  | +1   |  | SOR                        |     | 1-0 |     |
| 2    | AC Legnano      | 3   | 2 | 1 | 0 | 1 | 1  | 1  | 0    |  | LEG                        |     |     | 1-0 |
| 3    | Foligno Calcio  | 1   | 2 | 0 | 1 | 1 | 0  | 1  | -1   |  | FOL                        | 0-0 |     |     |

2008
| Rang | Équipe           | Pts | J | G | N | P | Bp | Bc | Diff |  | Résultats (▼ dom., ► ext.) | ACR | BEN | USP |
| ---- | ---------------- | --- | - | - | - | - | -- | -- | ---- |  | -------------------------- | --- | --- | --- |
| 1    | AC Reggiana      | 6   | 2 | 2 | 0 | 0 | 3  | 1  | +2   |  | ACR                        |     | 2-1 |     |
| 2    | Benevento Calcio | 3   | 2 | 1 | 0 | 1 | 3  | 2  | +1   |  | BEN                        |     |     | 2-0 |
| 3    | US Pergocrema    | 0   | 2 | 0 | 0 | 2 | 0  | 3  | -3   |  | USP                        | 0-1 |     |     |

2009
| Rang | Équipe         | Pts | J | G | N | P | Bp | Bc | Diff |  | Résultats (▼ dom., ► ext.) | ASCF | ASV | COS |
| ---- | -------------- | --- | - | - | - | - | -- | -- | ---- |  | -------------------------- | ---- | --- | --- |
| 1    | ASC Figline    | 4   | 2 | 1 | 1 | 0 | 5  | 2  | +3   |  | ASCF                       |      |     | 3-0 |
| 2    | AS Varèse      | 4   | 2 | 1 | 1 | 0 | 4  | 3  | +1   |  | ASV                        | 2-2  |     |     |
| 3    | Cosenza Calcio | 0   | 2 | 0 | 0 | 2 | 1  | 5  | -4   |  | COS                        |      | 1-2 |     |

2010
| Rang | Équipe           | Pts | J | G | N | P | Bp | Bc | Diff |  | Résultats (▼ dom., ► ext.) | ASL | JS  | FCSA |
| ---- | ---------------- | --- | - | - | - | - | -- | -- | ---- |  | -------------------------- | --- | --- | ---- |
| 1    | AS Lucchese      | 6   | 2 | 2 | 0 | 0 | 7  | 2  | +5   |  | ASL                        |     | 4-2 |      |
| 2    | Juve Stabia      | 3   | 2 | 1 | 0 | 1 | 4  | 5  | -1   |  | JS                         |     |     | 2-1  |
| 3    | FC Südtirol-Alto | 0   | 2 | 0 | 0 | 2 | 1  | 5  | -4   |  | FCSA                       | 0-3 |     |      |

2011
L'édition 2011 a vu le sacre du Tritium Calcio devant le Carpi FC à la suite du 4e critère de départage, le 5e et ultime aurait été un tirage au sort. En effet, les deux clubs sont à égalité au nombre de points avec 4 chacun puis à la différence de buts (+1) puis à la meilleure attaque globale (1 but). La meilleure attaque à l'extérieur permet de départager les deux équipes (1 but pour Tritium et aucun pour Carpi).
| Rang | Équipe         | Pts | J | G | N | P | Bp | Bc | Diff |  | Résultats (▼ dom., ► ext.) | TC  | CFC | USL |
| ---- | -------------- | --- | - | - | - | - | -- | -- | ---- |  | -------------------------- | --- | --- | --- |
| 1    | Tritium Calcio | 4   | 2 | 1 | 1 | 0 | 1  | 0  | +1   |  | TC                         |     | 0-0 |     |
| 2    | Carpi FC       | 4   | 2 | 1 | 1 | 0 | 1  | 0  | +1   |  | CFC                        |     |     | 1-0 |
| 3    | US Latina      | 0   | 2 | 0 | 0 | 2 | 0  | 2  | -2   |  | USL                        | 0-1 |     |     |

## Sources
- (it) Cet article est partiellement ou en totalité issu de l’article de Wikipédia en italien intitulé « Supercoppa di Lega di Seconda Divisione » (voir la liste des auteurs).